# Badminton-Seniorenweltmeisterschaft
Senioren-Weltmeisterschaften im Badminton werden seit 2003 ausgetragen. Sie fanden zuerst für die Altersklassen O35, O40, O45, O50, O55 und O60 statt. Bei der vierten Austragung 2009 kam die Altersklasse O65 dazu, beim nächsten Event zwei Jahre später dann die O70.

## Die Austragungsorte
| Nr. | Jahr | Datum                             | Austragungsort                                         | Altersklassen | Altersklassen | Altersklassen | Altersklassen | Altersklassen | Altersklassen | Altersklassen | Altersklassen | Altersklassen |
| --- | ---- | --------------------------------- | ------------------------------------------------------ | ------------- | ------------- | ------------- | ------------- | ------------- | ------------- | ------------- | ------------- | ------------- |
| 1   | 2003 | 9. bis 15. Juni 2003              | Winter Sport Palace, Sofia, Bulgarien                  | 35+           | 40+           | 45+           | 50+           | 55+           | 60+           |               |               |               |
| 2   | 2004 | 29. November bis 5. Dezember 2004 | Stadium Badminton Kuala Lumpur, Kuala Lumpur, Malaysia | 35+           | 40+           | 45+           | 50+           | 55+           | 60+           |               |               |               |
| 3   | 2007 | 24. bis 29. April 2007            | Taipei Gymnasium Hall, Taipeh, Republik China (Taiwan) | 35+           | 40+           | 45+           | 50+           | 55+           | 60+           |               |               |               |
| 4   | 2009 | 27. September bis 3. Oktober 2009 | Pabellón Municipal de Deportes, Punta Umbría, Spanien  | 35+           | 40+           | 45+           | 50+           | 55+           | 60+           | 65+           |               |               |
| 5   | 2011 | 21. bis 27. August 2011           | Richmond, British Columbia, Kanada                     | 35+           | 40+           | 45+           | 50+           | 55+           | 60+           | 65+           | 70+           |               |
| 6   | 2013 | 9. bis 14. September 2013         | Ankara, Türkei                                         | 35+           | 40+           | 45+           | 50+           | 55+           | 60+           | 65+           | 70+           |               |
| 7   | 2015 | 20. bis 26. September 2015        | Helsingborg, Schweden                                  | 35+           | 40+           | 45+           | 50+           | 55+           | 60+           | 65+           | 70+           |               |
| 8   | 2017 | 11. bis 17. September 2017        | Kochi, Indien                                          | 35+           | 40+           | 45+           | 50+           | 55+           | 60+           | 65+           | 70+           |               |
| 9   | 2019 | 2. bis 11. August 2019            | Katowice, Polen                                        | 35+           | 40+           | 45+           | 50+           | 55+           | 60+           | 65+           | 70+           | 75+           |
| 10  | 2021 | 28. November bis 4. Dezember 2021 | Huelva, Spanien                                        | 35+           | 40+           | 45+           | 50+           | 55+           | 60+           | 65+           | 70+           | 75+           |
| 11  | 2023 | 7. bis 11. September 2023         | Jeonju, Südkorea                                       | 35+           | 40+           | 45+           | 50+           | 55+           | 60+           | 65+           | 70+           | 75+           |

## Die Sieger und Platzierten

### Senioren 35+
| Saison | Disziplin    | Erster                                   | Zweiter                                  | Dritter                                       | Dritter                                    |
| ------ | ------------ | ---------------------------------------- | ---------------------------------------- | --------------------------------------------- | ------------------------------------------ |
| 2003   | Herreneinzel | Martin Kent                              | Magnus Gustavsson                        | George Thomas                                 | -                                          |
| 2003   | Dameneinzel  | Alistair Jones                           | Vlada Chernyavskaya                      | Betty Blair                                   | Petya Georgieva                            |
| 2003   | Herrendoppel | Trevor Darlington Paul Holden            | George Thomas Bhushan Akut               | Holger Wippich Stefan Chorchopov              | Vicent-Antoniu Dusnoki Radu Ionescu        |
| 2003   | Damendoppel  | Petya Georgieva Vlada Chernyavskaya      | Gitte Kruse Nina Andersen                | Margarita Tosheva Pavlina Apolstolova         | Boriana Stoynova Petya Argirova            |
| 2003   | Mixed        | Paul Holden Betty Blair                  | Sigurd Hondrup Gitte Kruse               | Iwan Iwanow Vlada Chernyavskaya               | -                                          |
| 2004   | Herreneinzel | Pontus Jäntti                            | Sanjay Mishra                            | George Thomas                                 | Kwan Yoke Meng                             |
| 2004   | Dameneinzel  | Vlada Chernyavskaya                      | Christine Skropke                        | Nina Andersen                                 | Poonam Tatwadi                             |
| 2004   | Herrendoppel | Krishna S. Kumar George Thomas           | Rajeev Sharma Kulvinder Pal Singh        | Ong Beng Teong Wong Wei Choy                  | Syed Zainal Syed Mohamed Abdullah Basrah   |
| 2004   | Damendoppel  | Christine Skropke Vlada Chernyavskaya    | Gitte Kruse Nina Andersen                | Sangeeta Rajogopalan Poonam Tatwadi           | -                                          |
| 2004   | Mixed        | Holger Wippich Christine Skropke         | Ong Beng Teong Kok Chan Fong             | Keith Goodey Vlada Chernyavskaya              | Pencho Stoynov Boriana Stoynova            |
| 2007   | Herreneinzel | Sanjay Mishra                            | Herman Laksono                           | Aoki Shinya                                   | Su Chih-ming                               |
| 2007   | Dameneinzel  | Marika Werner                            | Heike Voigt                              | Ponam Tatwadi                                 | Yasuyo Matsumura                           |
| 2007   | Herrendoppel | Rudy Wijaya Herman Laksono               | Lin Wen-chen Chiang Chin-jung            | Martin Brameyer Carsten Loesch                | Yukio Miyoshi Kenji Miyoshi                |
| 2007   | Damendoppel  | Sun Tsai-ching Lee I-shi                 | Heike Voigt Marika Werner                | Chen Shu-jen Lin Man-ling                     | -                                          |
| 2007   | Mixed        | Lu Cheng-chung Lin Man-ling              | Thomas Knaack Heike Voigt                | Kenji Miyoshi Noriko Yamamoto                 | -                                          |
| 2009   | Herreneinzel | Vladyslav Druzhchenko                    | Anders Jensen                            | Carsten Loesch                                | Stefan Edvardsson                          |
| 2009   | Dameneinzel  | Barbara Kulanty                          | Sonja Wåland                             | Helle Andersen                                | Michaela Hukriede                          |
| 2009   | Herrendoppel | Stefan Edvardsson Joacim Fellenius       | Ulrik Danmark Carsten Loesch             | Mario Carulla Arturo Ruiz López               | Anders Jensen Hans Melgaard                |
| 2009   | Damendoppel  | Helene Kirkegaard Ann Nielsen            | Cornelia Ern Michaela Hukriede           | Dorota Grzejdak Barbara Kulanty               | Liz Austin Nicola Smith                    |
| 2009   | Mixed        | Chris Hunt Helle Andersen                | Joacim Fellenius Jeanette Kuhl           | Carsten Loesch Trine Østergaard               | Ulrik Danmark Gitte Kruse                  |
| 2011   | Herreneinzel | Tjitte Weistra                           | Carsten Loesch                           | Alexander Schulz                              | Jim Ronny Andersen                         |
| 2011   | Dameneinzel  | Renu Chandrika Hettiarachchige           | Charmaine Reid                           | Natalja Golovkina                             | Suneeta Khare                              |
| 2011   | Herrendoppel | Masaharu Ito Masafumi Yoshikawa          | Morten Aarup Carsten Loesch              | Tushan da Silva Stanley Dee                   | Stefan Schrader Alexander Schulz           |
| 2011   | Damendoppel  | Milaine Cloutier Charmaine Reid          | Elena Alekseeva Natalja Golovkina        | Reiko Nagaharu Akiko Ueda                     | Kazumi Kimura Yasuyo Yamasaki              |
| 2011   | Mixed        | André Bertko Silke Schneider             | Carsten Loesch Milaine Cloutier          | Kei Hamaji Reiko Nagaharu                     | Eric Nilsson Si-an Deng                    |
| 2013   | Herreneinzel | Vadim Itckov                             | Konstantin Myakishev                     | C. M. Shashidhar                              | Lars Klintrup                              |
| 2013   | Herrendoppel | Heryanto Arbi Tri Kusharyanto            | Lee Clapham Nick Ponting                 | Jan-Lennard Hay Ingo Waltermann               | Dharma Gunawi Jürgen Koch                  |
| 2013   | Dameneinzel  | Claudia Vogelgsang                       | Rebecca Pantaney                         | Rita Yuan Gao                                 | Renu Chandrika Hettiarachchige             |
| 2013   | Damendoppel  | Rebecca Pantaney Lynne Swan              | Rita Yuan Gao Claudia Vogelgsang         | Kazumi Ichinohe Atsuko Ozaki                  | Irina Grigoryeva Maria Kurochkina          |
| 2013   | Mixed        | Maurice Niesner Claudia Vogelgsang       | Johan Clausen Lina Lindholm              | André Bertko Silke Schneider                  | Philip Kurz Rita Yuan Gao                  |
| 2015   | Herreneinzel | Stanislav Pukhov                         | Thorsten Hukriede                        | Jim Ronny Andersen                            | Anders Boesen                              |
| 2015   | Dameneinzel  | Rebecca Pantaney                         | Mayumi Bando                             | Claudia Vogelgsang                            | Noriko Sanada                              |
| 2015   | Herrendoppel | Tony Gunawan Flandy Limpele              | Naruenart Chuaymak Apichai Thiraratsakul | Anders Boesen Andreas Borella                 | Gerben Bruijstens Tjitte Weistra           |
| 2015   | Damendoppel  | Kazumi Ichinohe Noriko Sanada            | Sunniva Aminoff Claudia Vogelgsang       | Rebecca Pantaney Lynne Swan                   | Chen Hua-wei Chen Yu-fang                  |
| 2015   | Mixed        | Tommy Sørensen Lisebeth T. Haagensen     | Thorsten Hukriede Michaela Hukriede      | Maurice Niesner Claudia Vogelgsang            | Takata Eishi Noriko Sanada                 |
| 2017   | Herreneinzel | Stanislav Pukhov                         | Naruenart Chuaymak                       | Felix Hoffmann                                | Nikhil Kanetkar                            |
| 2017   | Dameneinzel  | Olga Arkhangelskaya                      | Maria Koloskova                          | Rie Matsumoto                                 | Noriko Sanada                              |
| 2017   | Herrendoppel | Rupesh Kumar Sanave Thomas               | J. B. S. Vidyadhar Valiyaveetil Diju     | Naruenart Chuaymak Thitipong Lapho            | Josemari Fujimoto Matsumoto Masayuki       |
| 2017   | Damendoppel  | Olga Arkhangelskaya Maria Koloskova      | Rie Matsumoto Noriko Sanada              | Mhairi Armstrong Suzanne Brewer               | Miriam Mantell Claudia Vogelgsang          |
| 2017   | Mixed        | Stanislav Pukhov Maria Koloskova         | Felix Hoffmann Claudia Vogelgsang        | Abhinand K. Shetty Neelima Chowdary           | Morten Eilby Rasmussen Lynn Swan           |
| 2019   | Herreneinzel | Hirofumi Fujino                          | Chao Chun-ken                            | Philip Droste                                 | Anatoly Petelin                            |
| 2019   | Dameneinzel  | Molthila Kitjanon                        | Perrine Lebuhanic                        | Ava Monney                                    | Joanna Dix                                 |
| 2019   | Herrendoppel | Tommy Sørensen Jesper Thomsen            | Niels Christian Blittrup Casper Lund     | Chen Chien-kuang Tsai Ming-wei                | Jens Marmsten Dennis von Dahn              |
| 2019   | Damendoppel  | Hélène Dijoux Audrey Petit               | Sarah Burgess Joanna Dix                 | Lisbeth T. Haagensen Helle Kæmpegaard         | Monja Ehlert Gesa Weise                    |
| 2019   | Mixed        | Tommy Sørensen Lisbeth T. Haagensen      | Atipong Kitjanon Molthila Kitjanon       | Mark King Mhairi Armstrong                    | Jens Ehlert Monja Ehlert                   |
| 2021   | Herreneinzel | Anthony Nelson                           | Hsueh Hsuan-yi                           | Manish Rawat                                  | Boonsak Ponsana                            |
| 2021   | Dameneinzel  | Telma Santos                             | Maya Dobreva                             | Audrey Petit                                  | Nicole Bartsch                             |
| 2021   | Herrendoppel | Boonsak Ponsana Jakrapan Thanathiratham  | Padmanabha Raghavan Varun Sharma         | Bruno Cazau Anthony Nelson                    | Chao Chun-ken Tsai Ming-hsin               |
| 2021   | Damendoppel  | Gry Uhrenholt Hermansen Helle Kæmpegaard | Nupura Gadgil Pooja Patil                | Hélène Dijoux Audrey Petit                    | Sangeetha Mari Sandhya Melasheemi          |
| 2021   | Mixed        | Tommy Sørensen Gry Uhrenholt Hermansen   | Anthony Nelson Maily Turlan              | Alois Henke Nicole Bartsch                    | Abhinand K. Shetty Sangeetha Mari          |
| 2023   | Herreneinzel | Makoto Aoyama                            | Joe Wu                                   | Tawan Huansuriya                              | Derrick Ng                                 |
| 2023   | Dameneinzel  | Mana Yatabe                              | Benjaporn Thienrajkij                    | Azusa Soga                                    | Nadeesha Gayanthi                          |
| 2023   | Herrendoppel | Alvent Yulianto Fran Kurniawan           | Yuki Homma Masakazu Mouri                | Santiphap Kaweenanthawong Rungsan Thipsotikul | Takahito Honbu Futoshi Ide                 |
| 2023   | Damendoppel  | Molthila Kijanon Vacharaporn Munkit      | Kanako Jigami Yuki Taruno                | Wasamon Chokuthaikul Suttapa Ekworrathien     | Sakie Sakai Azusa Soga                     |
| 2023   | Mixed        | Nawut Thanathiratham Vacharaporn Munkit  | Derrick Ng Pai Hsiao-ma                  | Chanyut Suntiparaphop Benjaporn Thienrajkij   | Mohamed Rehan Raju Anees Kowsar Jamaludeen |

### Senioren 40+
| Saison | Disziplin    | Erster                                        | Zweiter                                    | Dritter                                   | Dritter                                    |
| ------ | ------------ | --------------------------------------------- | ------------------------------------------ | ----------------------------------------- | ------------------------------------------ |
| 2003   | Herreneinzel | Oleg Okunev                                   | Eric Plane                                 | Jack Webb                                 | Milind Ghate                               |
| 2003   | Dameneinzel  | Svetlana Zilberman                            | Diana Koleva                               | Anette Vollertzen                         | Lone Hagelskjær Knudsen                    |
| 2003   | Herrendoppel | Darrell Roebuck Jack Webb                     | Amod Tilak Milind Ghate                    | Nanko Chorchopov Slantchezar Hristov      | Eric Plane Tim Hudson-Church               |
| 2003   | Damendoppel  | Svetlana Zilberman Diana Koleva               | Anette Vollertzen Hanne Adsbøl             | Heidi Bender Angelika Walter              | Ann Jenkins Linda Wood                     |
| 2003   | Mixed        | Steen Fladberg Anette Vollertzen              | Morten Christensen Jeanette Koldsø         | Eric Plane Linda Wood                     | Tim Hudson-Church Debbie Rigby             |
| 2004   | Herreneinzel | Ram Lakhan                                    | Slantchezar Hristov                        | Tony Thio                                 | Sanjay Padhe                               |
| 2004   | Dameneinzel  | Juthatip Apiwattanawong                       | Manjusha Sahasrabudde                      | Uschi Herttrich                           | -                                          |
| 2004   | Herrendoppel | Amod Tilak Milind Ghate                       | Susumu Fujita Norihiko Kawamura            | Ng Kim Chai Lim Yong Wah                  | Moo Chee Wah Lee Kwan Yin                  |
| 2004   | Damendoppel  | Kanitta Mansamuth Nudee Pongkhan              | Isaree Kiatpitak Wipawan Payungpol         | Harumi Kokufuda Yoko Koniwa               | -                                          |
| 2004   | Mixed        | Thomas Herttrich Uschi Herttrich              | Kazuhisa Jindai Hiroko Yuyama              | Vivek Saraf Manjusha Sahasrabudde         | Lenhart Carlsson Reggie Baker              |
| 2007   | Herreneinzel | Liu En-hung                                   | Bernd Schwitzgebel                         | Pavel Kubis                               | Zdeněk Musil                               |
| 2007   | Dameneinzel  | Christine Skropke                             | Petra Teichmann                            | Yoshiko Takano                            | Sangeeta Rajgopalan                        |
| 2007   | Herrendoppel | Eddy Hartono Suganyanto Hadi                  | Wong Wei Choy Ong Beng Teong               | Chou Tsai-chem Chiu Hsien-hsiang          | Wattana Ampunsuwan Teerachai Jaruwast      |
| 2007   | Damendoppel  | Kang Chia-yi Feng Mei-ying                    | Christine Skropke Petra Teichmann          | Gitte Kruse Hanne Bertelsen               | Nudee Pongkhan Nisarat Thienthong          |
| 2007   | Mixed        | Bernd Schwitzgebel Petra Teichmann            | Holger Wippich Christine Skropke           | Per Juul Ulrich Gitte Kruse               | Chiu Hsien-hsiang Chen Chiu-mei            |
| 2009   | Herreneinzel | Peter Espersen                                | Rajeev Bagga                               | Yoseph Phoa                               | Sanjay Mishra                              |
| 2009   | Dameneinzel  | Dorota Grzejdak                               | Vlada Chernyavskaya                        | Betty Blair                               | Elke Cramer                                |
| 2009   | Herrendoppel | Chris Hunt Nick Ponting                       | Jerzy Dołhan Jacek Hankiewicz              | Wattana Ampunsuwan Narong Vanichitsarakul | Rajeev Bagga David Wood                    |
| 2009   | Damendoppel  | Vlada Chernyavskaya Jeanette Kuhl             | Sonya Grunewald Meike Mählhop              | Sue Coulson Pauline Williams              | Mie Hanyu Tomomi Kasahara                  |
| 2009   | Mixed        | Nick Ponting Julie Bradbury                   | Jerzy Dołhan Vlada Chernyavskaya           | Julian Priestly Sue Crompton              | Ronald Glaschke Sonja Grunewald            |
| 2011   | Herreneinzel | Liu En-hung                                   | Wu Chang-jun                               | Yoseph Phoa                               | Jyri Aalto                                 |
| 2011   | Dameneinzel  | Akiko Ueda                                    | Silke Schneider                            | Betty Blair                               | Elizabeth Austin                           |
| 2011   | Herrendoppel | Chris Hunt Nick Ponting                       | Liu En-hung Wu Chang-jun                   | Chatchai Boonmee Narutum Surakkhakartn    | Lars Steenberg Anders Steenkjær            |
| 2011   | Damendoppel  | Tracey Middleton Joanne Muggeridge            | Betty Blair Tracy Dineen                   | Elizabeth Austin Gitte Kruse              | Karline Gesrel Therese Jerome              |
| 2011   | Mixed        | Nick Ponting Julie Bradbury                   | Chris Hunt Tracy Dineen                    | Mark Golds Elizabeth Austin               | Bryan Blanshard Denyse Julien              |
| 2013   | Herreneinzel | Henrik Groenfeldt-Soerensen                   | Stefan Edvardsson                          | Jakob Østergaard                          | Wu Chang-jun                               |
| 2013   | Herrendoppel | Eddy Hartono Rudy Wijaya                      | Stefan Edvardsson Joacim Fellenius         | Chatchai Boonmee Wittaya Panomchai        | Oleg Grigoryev Vadim Nazarov               |
| 2013   | Dameneinzel  | Gitte Sommer                                  | Csilla Fórián                              | Tatjana Geibig-Krax                       | Reni Hassan                                |
| 2013   | Damendoppel  | Mie Hanyu Akiko Ueda                          | Karina Bye Louise Culyer                   | Reiko Nagaharu Chika Tanifuji             | Anne Birgitte Nielsen Gitte Sommer         |
| 2013   | Mixed        | Nick Ponting Julie Bradbury                   | Joacim Fellenius Gitte Sommer              | Kei Hamaji Reiko Nagaharu                 | Paul Mitchell Olga Bryant                  |
| 2015   | Herreneinzel | Peter Rasmussen                               | Jürgen Koch                                | Gregers Schytt                            | Fernando Silva                             |
| 2015   | Dameneinzel  | Georgy van Soerland                           | Pernille Strøm                             | Marielle van der Woerdt                   | Elsa Nielsen                               |
| 2015   | Herrendoppel | Heryanto Arbi Tri Kusharyanto                 | Peter Rasmussen Thomas Stavngaard          | Dharma Gunawi Jürgen Koch                 | Carl Jennings Mark King                    |
| 2015   | Damendoppel  | Natalja Gonchar Olga Kuznetsova               | Csilla Fórián Reni Hassan                  | Tracey Middleton Joanne Muggeridge        | Michaela Hukriede Stefanie Ruberg          |
| 2015   | Mixed        | Carsten Loesch Dorte Steenberg                | Erik Sjöstedt Nilofar Mosavar Rahmani      | Vadim Nazarov Olga Kuznetsova             | Carl Jennings Joanne Muggeridge            |
| 2017   | Herreneinzel | Josemari Fujimoto                             | K. A. Aneesh                               | Joy T. Antony                             | C. M. Shashidhar                           |
| 2017   | Dameneinzel  | Claudia Vogelgsang                            | Chandrika de Silva                         | Yana Katerinich                           | Rebecca Pantaney                           |
| 2017   | Herrendoppel | Phongthep Imkaew Worapoj Somchariya           | Kah Kok Cheong Lum Chee Meng               | Jaseel P. Ismail Jaison Xavier            | Deepak Amarnath Ajit Wijetilak             |
| 2017   | Damendoppel  | Louise Culyer Dorte Steenberg                 | Olga Bryant Olga Kuznetsova                | Supriya Devgun Nancy Tandon               | Rebecca Pantaney Lynne Swan                |
| 2017   | Mixed        | Carsten Loesch Dorte Steenberg                | Carl Jennings Joanne Muggeridge            | Josemari Fujimoto Ayumi Takakura          | Vadim Nazarov Olga Kuznetsova              |
| 2019   | Herreneinzel | Thorsten Hukriede                             | Josemari Fujimoto                          | Oliver Colin                              | Conrad Hückstädt                           |
| 2019   | Dameneinzel  | Claudia Vogelgsang                            | Chandrika de Silva                         | Elena Nozdran                             | Rie Matsumoto                              |
| 2019   | Herrendoppel | Ajit Haridas Vijay Lancy Mascarenhas          | Esben B. Kæmpegaard Morten Eilby Rasmussen | Xavier Engrand Jerome Krawczyk            | Lars Klintrup Mark Mackay                  |
| 2019   | Damendoppel  | Erla Björg Hafsteinsdóttir Drífa Harðardóttir | Helene Abusdal Katja Wengberg              | Simone Galla Annette Grohmann             | Chandrika de Silva Claudia Vogelgsang      |
| 2019   | Mixed        | Josemari Fujimoto Rie Matsumoto               | Carl Jennings Rebecca Pantaney             | Thorsten Hukriede Michaela Hukriede       | Masayuki Matsumoto Nami Fukui              |
| 2021   | Herreneinzel | Casper Lund                                   | Alex Marritt                               | Naruenart Chuaymak                        | Tihomir Kirov                              |
| 2021   | Dameneinzel  | Claudia Vogelgsang                            | Stephanie Cloarec                          | Dominika Guzik-Płuchowska                 | Stefanie Schmidt                           |
| 2021   | Herrendoppel | Tommy Sørensen Jesper Thomsen                 | J. B. S. Vidyadhar Ajit B. Umrani          | Samir Abbasi Upendra Fadnis               | Abhinand K. Shetty Sunil Gladson Varadaraj |
| 2021   | Damendoppel  | Drífa Harðardóttir Elsa Nielsen               | An Dong-soon Kim Eun-sil                   | Mhairi Armstrong Suzanne Brewer           | Claudia Vogelgsang Katja Wengberg          |
| 2021   | Mixed        | jesper Thomsen Drífa Harðardóttir             | Alex Marritt Rebecca Pantaney              | Morten Eilby Rasmussen Claudia Vogelgsang | Mark Constable Lynne Swan                  |
| 2023   | Herreneinzel | Yang Chia-hao                                 | Daichi Hanamoto                            | Kazutaka Ninomiya                         | Wang Li-wei                                |
| 2023   | Dameneinzel  | Gry Uhrenholt Hermansen                       | Kamonwan Winyoowijak                       | Cheng Wen-hsing                           | Sayaka Ueyama                              |
| 2023   | Herrendoppel | Boonsak Ponsana Jakrapan Thanathiratham       | Feng Hung-yun Yang Chia-hao                | Robert Ciobotaru Daniel Cojocaru          | J. B. S. Vidyadhar Sanave Thomas           |
| 2023   | Damendoppel  | Drífa Harðardóttir Gry Uhrenholt Hermansen    | Tiina Kähler Jessica Willems               | Cheng Wen-hsing Katy Li                   | Nupura Gadgil Pooja Patil                  |
| 2023   | Mixed        | Jakrapan Thanathiratham Kamonwan Winyoowijak  | Naruenart Chuaymak Thanyalak Dechprarom    | Jim Ronny Andersen Helene Abusdal         | Sunil Gladson Varadaraj Pooja Patil        |

### Senioren 45+
| Saison | Disziplin    | Erster                                      | Zweiter                                  | Dritter                                           | Dritter                                 |
| ------ | ------------ | ------------------------------------------- | ---------------------------------------- | ------------------------------------------------- | --------------------------------------- |
| 2003   | Herreneinzel | Tariq Farooq                                | Vladimir Koloskov                        | Christer Forsgren                                 | John Machin                             |
| 2003   | Dameneinzel  | Heidi Bender                                | Christine Black                          | Marlies Wessels                                   | -                                       |
| 2003   | Herrendoppel | Steen Fladberg Claus Andersen               | Dan Travers Leon Douglas                 | Roger Taylor Phil Howe                            | Erik Linneberg Per Mikkelsen            |
| 2003   | Damendoppel  | Andi Stretch Jackie Hurst                   | Pamela Dallow Reggie Baker               | Hanne Nielsen Debbie Lynch                        | Olga Braguinskaya Sandra Ingham         |
| 2003   | Mixed        | Dan Travers Christine Black                 | Roger Taylor Andi Stretch                | Peter Emptage Pamela Dallow                       | Erik Linneberg Inge Ødum                |
| 2004   | Herreneinzel | Dan Travers                                 | Vladimir Koloskov                        | Per Juul Ulrich                                   | Nanko Chorchopov                        |
| 2004   | Dameneinzel  | Heidi Bender                                | Christine Black                          | Marion Zadworny                                   | -                                       |
| 2004   | Herrendoppel | Leon Douglas Dan Travers                    | Arun Poovaiah Shyam Pardeshi             | Goh Lai Yong Moo Foot Lian                        | Attakorn Maensamut Nopadol Kulsavete    |
| 2004   | Damendoppel  | Christine Black Heidi Bender                | Mieko Miyazaki Toshiko Sato              | Sandra Ingham Rita Larsen                         | Pamela Dallow Reggie Baker              |
| 2004   | Mixed        | Dan Travers Christine Black                 | Andreas Benz Heidi Bender                | Hisao Ochiai Toshiko Sato                         | -                                       |
| 2007   | Herreneinzel | Chang Wen-sung                              | Pornroj Banditpisuit                     | Thomas Herttrich                                  | Per Juul Ulrich                         |
| 2007   | Dameneinzel  | Heidi Bender                                | Uschi Herttrich                          | Ellen Aagard                                      | Noriko Yamamoto                         |
| 2007   | Herrendoppel | Chang Wen-sung Huang Cheng-lung             | Ertanto Kuania Simbarsono Sutanto        | Toshiyuki Kamiya Hisao Ochiai                     | Worapoj Chantakij Pornroj Banditpisuit  |
| 2007   | Damendoppel  | Heidi Bender Ellen Aagard                   | Chang Tin-chun Yang Jui-chu              | Reggie Baker Andi Stretch                         | Sudtheera Punyathorn Nipatra Srinavakul |
| 2007   | Mixed        | Simbarsono Sutanto Maria Fransisca          | Roger Taylor Andi Stretch                | Lin Chien-chen Hwang Hsiu-chi                     | Bobby Ertanto Ruth Damayanti            |
| 2009   | Herreneinzel | Broddi Kristjánsson                         | Kim Brodersen                            | Jürgen Schmitz-Foster                             | Martin Qvist                            |
| 2009   | Dameneinzel  | Bettina Villars                             | Petra Teichmann                          | Lise Kissmeyer                                    | Manjusha Sahasrabudhe                   |
| 2009   | Herrendoppel | Teerachai Jaruwast Surachai Makkasasithorn  | Kyle Nethercott Philip Wyatt             | Udo Lehmann Jürgen Schmitz-Foster                 | Morten Christensen Martin Qvist         |
| 2009   | Damendoppel  | Lone Hagelskjær Knudsen Jeanette Koldsø     | Sue Crompton Viv Gillard                 | Sandra Kroon Jeanette van der Werff van Driel     | Angela Michalowski Ilona Ryk            |
| 2009   | Mixed        | Jürgen Schmitz-Foster Petra Teichmann       | Stefan Frey Heidi Bender                 | Morten Christensen Jeanette Koldsø                | Atul Biniwale Manjusha Sahasrabudhe     |
| 2011   | Herreneinzel | Bernd Schwitzgebel                          | Martin Quist                             | Stefan Sjöö                                       | Heikki Väisänen                         |
| 2011   | Dameneinzel  | Kumiko Kushiyama                            | Chika Tanifuji                           | Lone Hagelskjær Knudsen                           | Claire Allison                          |
| 2011   | Herrendoppel | Wattana Ampunsuwan Surachai Makkasasithorn  | Jon Austin Mark Golds                    | Stefan Sjöö Erik Söderberg                        | Chen Kang Hung Chiu-Chung               |
| 2011   | Damendoppel  | Feng Mei-ying Kang Chia-yi                  | Claire Allison Evonne Whelan             | Kumiko Kushiyama Chika Tanifuji                   | Lone Hagelskjær Knudsen Jeanette Koldsø |
| 2011   | Mixed        | Chen Kang Feng Mei-ying                     | Erik Söderberg Anki Gunners              | Narong Vanichitsarakul Jhuthatip Apitwatthanawong | Jon Austin Elaine Meagher               |
| 2013   | Herreneinzel | Bo Sørensen                                 | Mayur Tawade                             | Vladislav Tikhomirov                              | Lingeswara Rao B. V. S. K.              |
| 2013   | Herrendoppel | Patrik Bjorkler Jens Olsson                 | Hendry Sapurta Ho Effendy Widjaya        | Venkataraju Akula Lingeswara Rao B. V. S. K.      | Milan Duvsund Erik Söderberg            |
| 2013   | Dameneinzel  | Feng Mei-ying                               | Betty Blair                              | Dorota Grzejdak                                   | Berit Thyness                           |
| 2013   | Damendoppel  | Betty Blair Debora Miller                   | Feng Mei-ying Kang Chia-yi               | Anki Gunners Tanja Karlsson                       | Helle Blomsterberg Jeanette Koldsø      |
| 2013   | Mixed        | Mark Golds Debora Miller                    | Jon Austin Vivienne Gillard              | Erik Söderberg Anki Gunners                       | Jan Bertram Petersen Helle Blomsterberg |
| 2015   | Herreneinzel | Wu Chang-jun                                | Liu En-hung                              | Jyri Aalto                                        | Tamás Gebhard                           |
| 2015   | Dameneinzel  | Gitte Sommer                                | Csilla Fórián                            | Dorota Grzejdak                                   | Betty Blair                             |
| 2015   | Herrendoppel | Liu En-hung Wu Chang-jun                    | Oleg Grigoryev Vadim Nazarov             | Patrik Bjorkler Stefan Edvardsson                 | Tri Cahyo Eddy Hartono                  |
| 2015   | Damendoppel  | Anne Birgitte Nielsen Gitte Sommer          | Mie Hanyu Akiko Ueda                     | Gitte Andersen Helle Meincke                      | Kumiko Kushiyama Chika Tanifuji         |
| 2015   | Mixed        | Bo Sørensen Gitte Sommer                    | Jakob Østergaard Lenne Struwe Andersen   | Tamás Gebhard Csilla Fórián                       | Rajeev Bagga Elizabeth Austin           |
| 2017   | Herreneinzel | Wu Chang-jun                                | Carsten Loesch                           | Ulf Svensson                                      | Jaison Xavier                           |
| 2017   | Dameneinzel  | Csilla Fórián                               | Dorota Grzejdak                          | Caroline Hale                                     | Marika Wippich                          |
| 2017   | Herrendoppel | Chatchai Boonmee Wittaya Panomchai          | Srikant Bakshi Navdeep Singh             | Teerachai Jaruwat Yodchay Laothoedpong            | Stefan Edvardsson Ulf Svensson          |
| 2017   | Damendoppel  | Tracey Middleton Joanne Muggeridge          | Tanja Eberl Marika Wippich               | Hanne Bertelsen Caroline Hale                     | Sangeeta Rajgopalan Poonam Tatwawadi    |
| 2017   | Mixed        | Nick Ponting Julie Bradbury                 | Patrik Bjorkler Csilla Fórián            | Teerachai Jaruwat Puangthip Kaosamaang            | Stefan Edvardsson Hanne Bertelsen       |
| 2019   | Herreneinzel | Liao Lien-sheng                             | Dariusz Zięba                            | Christophe Lionne                                 | Fernando Silva                          |
| 2019   | Dameneinzel  | Georgy van Soerland                         | Shu Yuh-ling                             | Csilla Fórián                                     | Nami Fukui                              |
| 2019   | Herrendoppel | Mikael Nilsson Ulf Svensson                 | Morten Aarup Carsten Loesch              | Wittaya Panomchai Pracha Wannawichitr             | Jaseel P. Ismail Jaison Xavier          |
| 2019   | Damendoppel  | Marielle van der Woerdt Georgy van Soerland | Natalia Gonchar Olga Kuznetsova          | Majken Asmussen Lynne Campbell                    | Christina Rindshøj Dorte Steenberg      |
| 2019   | Mixed        | Vadim Nazarov Olga Kuznetsova               | Morten Aarup Lene Struwe Andersen        | Carsten Loesch Dorte Steenberg                    | Fernando Silva Maria Gomes              |
| 2021   | Herreneinzel | Gregers Schytt                              | Ulf Svenson                              | Abdel Hernandez                                   | Mark MacKay                             |
| 2021   | Dameneinzel  | Georgy van Soerland                         | Rebecca Pantaney                         | Majken Asmussen                                   | Janne Vang Nielsen                      |
| 2021   | Herrendoppel | K. A. Aneesh Vijay Lancy Mascarenhas        | Johnny Hast Hansen Mark MacKay           | Mikael Nilsson Ulf Svenson                        | Gerben Bruijstens Stan de Lange         |
| 2021   | Damendoppel  | Marielle van der Woerdt Georgy van Soerland | Janne Vang Nielsen Birgitte Pedersen     | Rebecca Pantaney Lynne Swan                       | Majken Asmussen Lynne Campell           |
| 2021   | Mixed        | Gerben Bruijstens Georgy van Soerland       | Morten Aarup Lene Struwe Andersen        | Fernando Silva Maria Gomes                        | Anders Steenkjær Janne Vang Nielsen     |
| 2023   | Herreneinzel | Josemari Fujimoto                           | C. M. Shashidhar                         | Naruenart Chuaymak                                | Conrad Hückstädt                        |
| 2023   | Dameneinzel  | Georgy Trouerbach                           | Chandrika de Silva                       | Mayumi Fukasawa                                   | Rebecca Pantaney                        |
| 2023   | Herrendoppel | Tony Gunawan Tri Kusharyanto                | Naruenart Chuaymak Thaweesak Koetsriphan | Visava Pimsamarn Nuttawut Sroidokson              | Jim Ronny Andersen Jesper Thomsen       |
| 2023   | Damendoppel  | Chandrika de Silva Claudia Vogelgsang       | Maki Jin Mikiko Shimada                  | Georgy Trouerbach Mariëlle van der Woerdt         | Kao Shin-li Shyu Yuh-ling               |
| 2023   | Mixed        | Jesper Thomsen Drífa Harðardóttir           | Josemari Fujimoto Tomoko Hinoishi        | Feng Hung-yun Kao Shin-li                         | Björn Wippich Jessica Willems           |

### Senioren 50+
| Saison | Disziplin    | Erster                                         | Zweiter                                      | Dritter                                 | Dritter                                    |
| ------ | ------------ | ---------------------------------------------- | -------------------------------------------- | --------------------------------------- | ------------------------------------------ |
| 2003   | Herreneinzel | Claus Andersen                                 | Per Mikkelsen                                | Edgar Michalowsky                       | Sören Molin                                |
| 2003   | Dameneinzel  | Lis Rathsach                                   | Sue Whittaker                                | Betty Bartlett                          | -                                          |
| 2003   | Herrendoppel | Erfried Michalowsky Edgar Michalowsky          | John Cocker Bill Hamblett                    | Günter Prenzel Bernd Wessels            | John Gardner Peter Emptage                 |
| 2003   | Damendoppel  | Inge Ødum Lis Rathsach                         | Helle Guldborg Lis Garhoj                    | Sue Whittaker Marguerite Butt           | Jean Eslick Betty Bartlett                 |
| 2003   | Mixed        | John Cocker Betty Bartlett                     | Erfried Michalowsky Angela Michalowski       | Claus Andersen Lis Rathsach             | Søren Haldager Helle Guldborg              |
| 2004   | Herreneinzel | Claus Andersen                                 | Tomoji Matsui                                | Kazuhide Ariga                          | Ng Han Guan                                |
| 2004   | Dameneinzel  | Lis Rathsach                                   | Yoshie Yamamura                              | Sayoko Maeda                            | -                                          |
| 2004   | Herrendoppel | Peter Emptage Claus Andersen                   | Benny Petersen Peter Mikkelsen               | Jaimsak Panichikul Bandid Jaiyen        | Ismail Ya'acob Muhtasham Katan             |
| 2004   | Damendoppel  | Lis Rathsach Inge Ødum                         | Kiyoko Furuhashi Keiko Oda                   | Yoshie Yamamura Sayoko Maeda            | Junko Yoneguchi Nobuko Yashiro             |
| 2004   | Mixed        | Jeppe Jepsen Lis Rathsach                      | Peter Emptage Pamela Dallow                  | Hiroshi Ueda Fusako Fukumoto            | Yasuo Ide Junko Yoneguchi                  |
| 2007   | Herreneinzel | Yury Smirnov                                   | Dan Travers                                  | Yang We-chen                            | Ryuji Ikeda                                |
| 2007   | Dameneinzel  | Christine Black                                | Anne-Lise Pedersen                           | Su Li-ying                              | Masako Enta                                |
| 2007   | Herrendoppel | Attakorn Maensamut Taveesup Waranusast         | Sarit Pisudchaikul Jiamsak Panitchaikul      | Songsin Putong Trirong Limsakul         | Dan Travers Leon Douglas                   |
| 2007   | Damendoppel  | Huang Hsiu-chi Lim Shour                       | Sugako Morita Kimiko Tsuchiya                | Christine Black Pamela Dallow           | Harumi Kokufuda Toshiko Sato               |
| 2007   | Mixed        | Dan Travers Christine Black                    | Peter Emptage Pamela Dallow                  | Lin Jeng-chen Yang Chi-mei              | Leon Douglas Pauline Davis                 |
| 2009   | Herreneinzel | Dan Travers                                    | Per Juul Ulrich                              | Vladimir Koloskov                       | Yury Smirnov                               |
| 2009   | Dameneinzel  | Svetlana Zilberman                             | Heidi Bender                                 | Petra Knacker                           | Christine Black                            |
| 2009   | Herrendoppel | Steen Fladberg Jesper Helledie                 | Surapong Suharitdumrong Taveesup Waranusast  | Leon Douglas Dan Travers                | Jens Dall-Hansen Ejnar Skovrup             |
| 2009   | Damendoppel  | Sugako Morita Kimiko Tsuchiya                  | Reggie Baker Andi Stretch                    | Christine Black Marjan Ridder           | Ellen Aagaard Susanne Berg                 |
| 2009   | Mixed        | Jesper Helledie Svetlana Zilberman             | Dan Travers Christine Black                  | Tommy Lundquist Ellen Aagaard           | Ian Purton Jenny Cox                       |
| 2011   | Herreneinzel | Chang Wen-sung                                 | Wong Loke Poh                                | Keith Priestman                         | Geir Arnevik                               |
| 2011   | Dameneinzel  | Denyse Julien                                  | Svetlana Zilberman                           | Heidi Bender                            | Mary-Jo Randall                            |
| 2011   | Herrendoppel | Eric Plane Roger Taylor                        | Chris Dorey Reed Sumida                      | David Gribble Alan Wilson               | Toshiyuki Kamiya Hisao Ochiai              |
| 2011   | Damendoppel  | Heidi Bender Svetlana Zilberman                | Sue Coulson Pauline Williams                 | Kumiko Yamamoto Hiroko Yuyama           | Toshiko Sato Kayoko Ueda                   |
| 2011   | Mixed        | Chang Wen-sung Lee Mei-ying                    | Sajjad Malik Penny Parkes                    | Keith Priestman Susan Rogers            | Jesper Schou Heidi Bender                  |
| 2013   | Herreneinzel | Martin Qvist Olesen                            | Chang Wen-sung                               | Loke Poh Wong                           | Eric Plane                                 |
| 2013   | Herrendoppel | Morten Christensen Martin Qvist Olesen         | Bobby Ertanto Simbarsono Sutanto             | Thomas Bunn Michael Schneider           | Jan Bertram Petersen Jesper Kritter Tolman |
| 2013   | Dameneinzel  | Lone Hagelskjær Knudsen                        | Jeannette van der Werff                      | Janet Walker                            | Cathy Bargh                                |
| 2013   | Damendoppel  | Pamela Peard Sian Williams                     | Lone Hagelskjær Knudsen Lee Mei-ying         | Hiromi Imazu Naoko Saegusa              | Heidi Bender Helle Sjorring                |
| 2013   | Mixed        | Chang Wen-sung Lee Mei-ying                    | Nattapol Sanlekanun Juthatip Apiwatthanawong | Jesper Kritter Tolman Helle Sjorring    | Eric Plane Debra Rigby                     |
| 2015   | Herreneinzel | Chang Wen-sung                                 | Narong Vanichitsarakul                       | Martin Qvist Olesen                     | Broddi Kristjánsson                        |
| 2015   | Dameneinzel  | Lone Hagelskjær Knudsen                        | Jeannette van der Werff                      | Cathy Bargh                             | Ye Wang                                    |
| 2015   | Herrendoppel | Surachai Makkasasithorn Narong Vanichitsarakul | Karyanto Tan Suganyanto Hadi Wahono          | Morten Christiensen Martin Qvist Olesen | Jan Soelyst Martin Vissing                 |
| 2015   | Damendoppel  | Charlotte Dew-Hattens Grete Sahlertz Kragekjær | Cathy Bargh Kay Vickers                      | Helle Buch Lone Hagelskjær Knudsen      | Pamela Peard Sian Williams                 |
| 2015   | Mixed        | Chang Wen-sung Zhou Xin                        | Morten Christiensen Helle Sjorring           | Jan Soelyst Helle Buch                  | Magnus Nytell Grace Kakiay                 |
| 2017   | Herreneinzel | Karoon Kasayapanan                             | Narong Vanichitsarakul                       | Edi Ismanto                             | Murli Subramaniam                          |
| 2017   | Dameneinzel  | Zhou Xin                                       | Tanja Eberl                                  | Betty Blair                             | Ye Wang                                    |
| 2017   | Herrendoppel | Bobby Ertanto Ting Wei Ping                    | Graham Henderson Mark Topping                | Bhushan Akut George Thomas              | Mongokol Gumlaitong Karoon Kasayapanan     |
| 2017   | Damendoppel  | Betty Blair Debora Miller                      | Ye Wang Zhou Xin                             | Kavita Dixit Suzanne Venglet            | Grace Kakiay Berit Thyness                 |
| 2017   | Mixed        | Alexander Tandun Rosiana Tendean               | Mark Topping Debora Miller                   | Erik Söderberg Anki Gunners             | Magnus Nytell Grace Kakiay                 |
| 2019   | Herreneinzel | Wu Chang-jun                                   | Jacek Hankiewicz                             | B. V. S. K. Lingeswara Rao              | Joakim Nordgren                            |
| 2019   | Dameneinzel  | Caroline Hale                                  | Kumiko Kushiyama                             | Tanja Eberl                             | Dorota Grzejdak                            |
| 2019   | Herrendoppel | Wattana Ampunsuwan Narong Vanichitsarakul      | Peter Busch-Jensen Bo Sørensen               | Jerzy Dołhan Jacek Hankiewicz           | Jean Christensen Henrik Lykke              |
| 2019   | Damendoppel  | Kumiko Kushiyama Ritsuko Sato                  | Elizabeth Austin Caroline Hale               | Tanja Karlsson Berit Thyness            | Lise Lotte Bilgrav Gitte Kruse             |
| 2019   | Mixed        | Rajeev Bagga Elizabeth Austin                  | Prabhu Naik Naidu Kona Suzanne Venglet       | Oleksandr Tsyhankov Viktoria Pron       | Morten Christensen Hanne Bertelsen         |
| 2021   | Herreneinzel | Wu Chang-jun                                   | Stefan Grahn                                 | Vijay Sharma                            | Tarmo Martikainen                          |
| 2021   | Dameneinzel  | Caroline Hale                                  | Betty Blair                                  | Dorota Grzejdak                         | Tanja Eberl                                |
| 2021   | Herrendoppel | Oleg Grigoryev Vadim Nazarov                   | Jens Eriksen Sandi Saban                     | Philipp Kurz Rémy Matthey de l’Etang    | Jari Eriksson Mika Eriksson                |
| 2021   | Damendoppel  | Chung Gil-soon Chung So-young                  | Elizabeth Austin Caroline Hale               | Dorota Grzejdak Ewa Mlynarska           | Betty Blair June Hammond                   |
| 2021   | Mixed        | Rémy Matthey de l’Etang Anke Treu              | Simon Gilhooly Sara Foster                   | Justin G. Andrews Tracy Hutchinson      | Brian Tim Juul Jensen Anja G. Thomsen      |
| 2023   | Herreneinzel | Marleve Mainaky                                | Carl Jennings                                | Simon Gilhooly                          | Carsten Loesch                             |
| 2023   | Dameneinzel  | Janne Vang Nielsen                             | Kazumi Kimura                                | Reiko Nakamura                          | Mariëlle van der Woerdt                    |
| 2023   | Herrendoppel | Heryanto Arbi Marleve Mainaky                  | Chatchai Boonmee Wittaya Panomchai           | Carl Jennings Mark King                 | Kei Hamaji Shinichi Wakui                  |
| 2023   | Damendoppel  | Sayuri Imai Junko Numata                       | Yaeko Kinoshita Minako Sakazaki              | Reiko Nakamura Makiko Tsujita           | Naoko Onuma Yoko Takashina                 |
| 2023   | Mixed        | Carsten Loesch Julie Bradbury                  | Carl Jennings Caroline Hale                  | Morten Aarup Lene Struwe Andersen       | Huang Chuan-chen Shyu Yuh-ling             |

### Senioren 55+
| Saison | Disziplin    | Erster                                      | Zweiter                                      | Dritter                                     | Dritter                                       |
| ------ | ------------ | ------------------------------------------- | -------------------------------------------- | ------------------------------------------- | --------------------------------------------- |
| 2003   | Herreneinzel | David Eddy                                  | John Kirkebye                                | Rene Toft                                   | Peter Gerth                                   |
| 2003   | Dameneinzel  | Ludmila Ukk                                 | Renate Knötzsch                              | Inge May Hansen                             | Traudl Remmele                                |
| 2003   | Herrendoppel | John Kirbebye Rene Toft                     | Kari Laakso Stefan Packalen                  | Trevor Stewart Karl Füssl                   | -                                             |
| 2003   | Damendoppel  | Heidi Menacher Traudl Remmele               | Inger Nielsen Ludmila Ukk                    | Renate Gabriel Renate Knötzsch              | -                                             |
| 2003   | Mixed        | Søren Nielsen Inge May Hansen               | Rene Toft Irene Sterlie                      | Gert Lasarotti Inge Nielsen                 | Trevor Stewart Elisabeth Stewart              |
| 2004   | Herreneinzel | John Kirkebye                               | Per Dabelsteen                               | Koo Siew Chai                               | René Toft                                     |
| 2004   | Dameneinzel  | Sumiko Kaneko                               | Ewa Carlander                                | Irene Sterlie                               | -                                             |
| 2004   | Herrendoppel | John Kirkebye Søren Haldager                | Lee Hung Hong Lee Thian Poh                  | Apirat Siwapornpitak Pornchai Sakuntaniyom  | Walter Kwok Paisan Rangsikitpho               |
| 2004   | Damendoppel  | Yuriko Okemoto Sumiko Kaneko                | Ewa Carlander Irene Sterlie                  | Mutsuyo Hayashi Yoshiko Yamashiro           | -                                             |
| 2004   | Mixed        | Toshihiko Yamamoto Yuriko Okemoto           | Søren Haldager Ewa Carlander                 | Tateo Chiba Keiko Oda                       | -                                             |
| 2007   | Herreneinzel | Terje Dag Østhassel                         | John Gardner                                 | Kamaluddin Lee                              | Brian Wallwork                                |
| 2007   | Dameneinzel  | Pauline Davis                               | Betty Bartlett                               | Setsuko Sasaki                              | Sayoko Maeda                                  |
| 2007   | Herrendoppel | Suwat Poonumphai Chaiwat Hanthanom          | Nopadol Kulsavete Anon Dejkraisak            | John Gardner Peter Emptage                  | Terje Dag Østhassel Per Dabelsteen            |
| 2007   | Damendoppel  | Sumiko Kaneko Yuriko Okemoto                | Betty Bartlett Pauline Davis                 | Akiko Nikaido Kiyoko Furuhashi              | Kazumi Katayama Yasuko Kataito                |
| 2007   | Mixed        | Brian Wallwork Betty Bartlett               | Shinjiro Matsuda Teiko Takura                | Christian Hansen Irene Sterlie              | Cheng Jia-yan Lai Hsiu-yueh                   |
| 2009   | Herreneinzel | Tomoji Matsui                               | Cheng Jia-yan                                | Brian Wallwork                              | Per Mikkelsen                                 |
| 2009   | Dameneinzel  | Angela Michalowski                          | Anne-Lise Pedersen                           | Betty Bartlett                              | Jessy Havelaar                                |
| 2009   | Herrendoppel | Peter Emptage John Gardner                  | Shinji Kitayama Tomoji Matsui                | Edgar Michalowsky Erfried Michalowsky       | Henrik Fahrenholz Jeppe Jepsen                |
| 2009   | Damendoppel  | Betty Bartlett Pauline Davis                | Pamela Dallow Linda Scrace                   | Kiyoko Furuhashi Keiko Oda                  | Vibeke Dahl Anne-Lise Pedersen                |
| 2009   | Mixed        | Brian Wallwork Betty Bartlett               | Peter Emptage Pamela Dallow                  | Robert J. Bell Janet Fletcher               | John Gardner Pauline Davis                    |
| 2011   | Herreneinzel | Vladimir Koloskoc                           | Uun Santosa                                  | Tariq Farooq                                | Surapong Suharitdumrong                       |
| 2011   | Dameneinzel  | Wei Jian Wilson                             | Anne-Lise Pedersen                           | Siew Har Hong                               | Marcia Jackson                                |
| 2011   | Herrendoppel | Jiamsak Panitchaikul Taveesup Waranusast    | Rob Ridder Uun Santosa                       | Peter Emptage Bill Hamblett                 | Henrik Fahrenholz Jeppe Jepsen                |
| 2011   | Damendoppel  | Susanne Berg Marjan Ridder                  | Lin Shuo Yang Chi-mei                        | Kimiko Tsuchiya Mieko Yamamoto              | Teiko Takura Nobuko Yashiro                   |
| 2011   | Mixed        | Rob Ridder Marjan Ridder                    | Peter Emptage Pamela Dallow                  | Bill Metcalfe Sally Dakin                   | Lin Jeng-chen Yang Chi-mei                    |
| 2013   | Herreneinzel | Dan Travers                                 | Yuri Smirnov                                 | Sergey Bushuev                              | Vladimir Koloskov                             |
| 2013   | Herrendoppel | Trirong Limsakul Attakorn Maensamut         | Jiamsak Panitchaikul Surapong Suharitdumrong | Hisao Ochiai Katsura Takaoka                | Jens Dall-Hansen Jesper Schou Nielsen         |
| 2013   | Dameneinzel  | Heidi Bender                                | Christine Black                              | Flera Dayanova                              | Vandana Deogirikar                            |
| 2013   | Damendoppel  | Kumiko Yamamoto Hiroko Yuyama               | Christine Black Marjan Ridder                | Kimiko Tsuchiya Mieko Yamamoto              | Ellen Margrethe Aagaard Birte Bach Steffensen |
| 2013   | Mixed        | Dan Travers Christine Black                 | Roger Taylor Andrea Stretch                  | Katsura Takaoka Hiroko Yuyama               | Tariq Farooq Heidi Bender                     |
| 2015   | Herreneinzel | Hastomo Arbie                               | Keith Priestman                              | Seiji Eto                                   | Loke Poh Wong                                 |
| 2015   | Dameneinzel  | Heidi Bender                                | Linda Wood                                   | Kuniko Yamamoto                             | Janet Walker                                  |
| 2015   | Herrendoppel | Uun Setiawan Santoso Simbarsono Sutanto     | Triring Limsakul Attakorn Maensamut          | Bo Elvers Thomas S. Nielsen                 | Keith Priestman Geoffrey Stensland            |
| 2015   | Damendoppel  | Heidi Bender Maren Schröder                 | Jennifer A. Cox Christine Crossley           | Hanne Adsbøl Anette Vollertzen              | Kayoko Ueda Kuniko Yamamoto                   |
| 2015   | Mixed        | Stefan Frey Heidi Bender                    | Toshiyuki Kamiya Kuniko Yamamoto             | Jesper Helledie Hanne Adsbøl                | Ian Purton Christine Crossley                 |
| 2017   | Herreneinzel | Pornroj Banditpisut                         | Basant Kumar Soni                            | Harjit Singh                                | Loke Poh Wong                                 |
| 2017   | Dameneinzel  | Heidi Bender                                | Sue Sheen                                    | Manjusha Sudhir Sahasrabudhe                | Kuniko Yamamoto                               |
| 2017   | Herrendoppel | Pornroj Banditpisut Nattapol Sanlekanun     | Eric Plane Roger Taylor                      | Bovornovadep Devakula Chongsak Suvanich     | Per Juul Bengt Meliquist                      |
| 2017   | Damendoppel  | Birte Bach Steffensen Heidi Bender          | Miyoko Sato Kuniko Yamamoto                  | Liudmila Postnova Irina Shalmanova          | Sue Sheen Susan C. Tooke                      |
| 2017   | Mixed        | Bobby Ertanto Heidi Bender                  | Bovornovadep Devakula Juthatop Banjongsilp   | Noriaki Matsunari Miyoko Sato               | Bengt Meliquist Sue Sheen                     |
| 2019   | Herreneinzel | Geir Olve Storvik                           | Sergey Razuvaykin                            | Martin Qvist Olesen                         | Keith Priestman                               |
| 2019   | Dameneinzel  | Zhou Xin                                    | Manjusha Sudhir Sahasrabudhe                 | Cathy Jane Bargh                            | Jeannette van der Werff                       |
| 2019   | Herrendoppel | Chaiwat Chaloempusitarak Mongkol Gumlaitong | Henrik Madsen Geir Olve Storvik              | Surachai Makkasasithorn Nattapol Sanlekanun | Pornroj Banditpisut Bovornovadep Devakula     |
| 2019   | Damendoppel  | Ilona Kienitz Petra Teichmann               | Sandra Kroon Jeannette van der Werff         | Harumi Marui Chizuyo Nitabaru               | Pamela Peard Sian Williams                    |
| 2019   | Mixed        | Magnus Nytell Helle Sjørring                | Jürgen Schmitz-Foster Petra Teichmann        | Bobby Ertanto Heidi Bender                  | Jan Bertram Petersen Jeannette van der Werff  |
| 2021   | Herreneinzel | Karun Kasayapanant                          | Chou Tsai-shen                               | Jean-Jacques Bontemps                       | Magnus Nytell                                 |
| 2021   | Dameneinzel  | Zhou Xin                                    | Cathy Bargh                                  | June Hammond                                | Debora Miller                                 |
| 2021   | Herrendoppel | Karun Kasayapanant Surachai Makkasasithorn  | Klaus Buschbeck Jürgen Schmitz-Foster        | Morten Christensen Jan Bertram Petersen     | Magnus Nytell Erik Söderberg                  |
| 2021   | Damendoppel  | Cathy Bargh Debora Miller                   | Pamela Peard Sian Williams                   | Anki Gunners Zhou Xin                       | Terhi Luola Paula Petäys                      |
| 2021   | Mixed        | Magnus Nytell Sandra Kroon                  | Erik Söderberg Anki Gunners                  | Prabhu Naik Naidu Kona Suzanne Venglet      | Morten Christensen Hanne Bertelsen            |
| 2023   | Herreneinzel | Rajeev Sharma                               | Liu En-hung                                  | Stefan Grahn                                | Joko Suprianto                                |
| 2023   | Dameneinzel  | Chan Oi Ni                                  | Kumiko Kushiyama                             | Sangeeta Rajgopalan                         | Feng Mei-ying                                 |
| 2023   | Herrendoppel | Jon Austin Rajeev Bagga                     | Liu En-hung Tu Tung-sheng                    | Karoon Kasayapanan Surachai Makkasasithorn  | Henrik Lykke Alan McMillan                    |
| 2023   | Damendoppel  | Chung Gil-soon Chung So-young               | Tanja Eberl Elke Nijsse-Drews                | Julie Bradbury Debora Miller                | Betty Blair Aileen Travers                    |
| 2023   | Mixed        | Jan-Eric Antonsson Hanne Bertelsen          | Chou Tsai-shen Wang Ching-hui                | Jon Austin Debora Miller                    | Rajeev Bagga Elizabeth Austin                 |

### Senioren 60+
| Saison | Disziplin    | Erster                                       | Zweiter                                      | Dritter                                       | Dritter                               |
| ------ | ------------ | -------------------------------------------- | -------------------------------------------- | --------------------------------------------- | ------------------------------------- |
| 2003   | Herreneinzel | Hans Schumacher                              | Bendt Rose                                   | Harry Shadwick                                | Leif V. Hansen                        |
| 2003   | Dameneinzel  | Renate Gabriel                               | Solveie Bjorlow                              | Beryl Goodall                                 | Heidi Menacher                        |
| 2003   | Herrendoppel | Bendt Rose Leif V. Hansen                    | Søren Nielsen Lars Kure                      | Gerhard Grönbold Siegfried Dutschke           | Harry Shadwick Michael Coley          |
| 2003   | Damendoppel  | Beryl Goodall Brenda Andrew                  | Solveie Bjorlow Birgit Ortmann               | Galina Valeeva Liudmila Chrikova              | -                                     |
| 2003   | Mixed        | Harry Shadwick Brenda Andrew                 | Hans Schumacher Renate Gabriel               | Gerhard Grönboldt Heidi Menacher              | Leif V. Hansen Solveie Bjorlow        |
| 2004   | Herreneinzel | Leong Kim Swee                               | Akira Hirota                                 | Heiner Hanrath                                | Peter Gerth                           |
| 2004   | Dameneinzel  | -                                            | -                                            | -                                             | -                                     |
| 2004   | Herrendoppel | Leong Kim Swee Ching Kon Kong                | John Tie Fah Ho Koh Kheng Leong              | Finn Berg Puzant Kassabian                    | Hans Schumacher Peter Gerth           |
| 2004   | Damendoppel  | -                                            | -                                            | -                                             | -                                     |
| 2004   | Mixed        | Hans Schumacher Renate Gabriel               | Peter Gerth Renate Knötzsch                  | Lee Tong Leong Pou Heng                       | -                                     |
| 2007   | Herreneinzel | Chaisak Thongdejsri                          | Kanehiro Koyama                              | Takemi Ashihara                               | Anthony Knott                         |
| 2007   | Dameneinzel  | Sumiko Kaneko                                | Renate Gabriel                               | Renate Knötzsch                               | -                                     |
| 2007   | Herrendoppel | Chaisak Thongdejsri Seri Chantanaseri        | Apirat Siwapornpitak Pornchai Sakuntaniyom   | Halim Susanto Yeo Ah Seng                     | Leong Kim Swee John Ho Tze Fah        |
| 2007   | Damendoppel  | Junko Yoneguchi Keiko Oda                    | Renate Knotzsch Renate Gabriel               | Grete Steenberg Kaya Garbrecht                | -                                     |
| 2007   | Mixed        | Masaki Furuhashi Junko Yoneguchi             | Knud Danielsen Kaya Garbrecht                | Jorgen Jaeger Grete Steenberg                 | Tateo Chiba Keiko Oda                 |
| 2009   | Herreneinzel | Hubert Miranda                               | Chaisak Thongdejsri                          | Toshihiko Yamamoto                            | Per Dabelsteen                        |
| 2009   | Dameneinzel  | Lieselotte Wengberg                          | Kathryn Gärtner                              | Sumiko Kaneko                                 | Cecilia Rodger                        |
| 2009   | Herrendoppel | Seri Chintanaseri Chaisak Thongdejsri        | Per Dabelsteen John Kirkebye                 | Rob Dumelow Geoffrey Williams                 | Kurt Fals Søren Fuursted              |
| 2009   | Damendoppel  | Sumiko Kaneko Yuriko Okemoto                 | Yasuko Kataito Kazumi Katayama               | Sylvia Gill Cecilia Rodger                    | Ewa Carlander Kathryn Gärtner         |
| 2009   | Mixed        | Yoshio Terasaki Yasuko Kataito               | Mike Cox Val O’Neill                         | Knud Danielsen Inge May Hansen                | Kurt Fals Annette Menø                |
| 2011   | Herreneinzel | Hubert Miranda                               | Christian Hansen                             | Ian Bishop                                    | Terje Dag Østhassel                   |
| 2011   | Dameneinzel  | Jette Nielsen                                | Yasuko Kataito                               | Setsuko Sasaki                                | Sayoko Maeda                          |
| 2011   | Herrendoppel | Seri Chintanaseri Chaisak Thongdejsri        | Graham Holt Brian Wright                     | Arne Gjelstrup Christian Hansen               | Ong Sin Oong Woon Tong Yeong          |
| 2011   | Damendoppel  | Eileen Carley Sue Ely                        | Sumiko Kaneko Yuriko Okemoto                 | Kiyoko Furuhashi Akiko Nikaido                | Sue Dommeyer Rose Lei                 |
| 2011   | Mixed        | Brian Wright Sue Ely                         | Masaki Furuhashi Kiyoko Furuhashi            | Graham Holt Sue Camblin                       | Christian Hansen Gitte Rasmussen      |
| 2013   | Herreneinzel | Johan Croukamp                               | Henry Paynter                                | Christian Hansen                              | Terje Dag Østhassel                   |
| 2013   | Herrendoppel | William Hamblett Graham Holt                 | Henrik Fahrenholz Jeppe Skov Jespen          | Arne Gjelstrup Christian Hansen               | Peter Emptage Graham Michael Robinson |
| 2013   | Dameneinzel  | Siew Har Hong                                | Betty Bartlett                               | Jette Nielsen                                 | Lieselotte Wengberg                   |
| 2013   | Damendoppel  | Ann Hurst Margo Jane Witty                   | Betty Bartlett Brenda Creasey                | Asta Pelkonen Ulla Roinela                    | Kiyoko Furuhashi Akiko Nikaido        |
| 2013   | Mixed        | Peter Emptage Betty Bartlett                 | Christian Hansen Gitte Attle Rasmussen       | Graham Holt Margo Jane Witty                  | William Hamblett Ann Hurst            |
| 2015   | Herreneinzel | Claus Andersen                               | Toshio Kawaguchi                             | Chan Wan Seong                                | Vladimir Koloskov                     |
| 2015   | Dameneinzel  | Christine Crossley                           | Christine Black                              | Siew Har Hong                                 | Marie-Luise Schulta-Jansen            |
| 2015   | Herrendoppel | Jiamsak Panitchaikul Surapong Suharitdumrong | William Hamblett Graham Holt                 | Tariq Farooq Brian Mckee                      | Claus Andersen Jesper Helledie        |
| 2015   | Damendoppel  | Christine Black Marjan Ridder                | Marguerite Butt Ann Hurst                    | Angela Michalowski Marie-Luise Schulta-Jansen | Gitte Attle Rasmussen Rita Skovgaard  |
| 2015   | Mixed        | Rob Ridder Marjan Ridder                     | Graham Holt Ann Hurst                        | Peter Emptage Anne C. Bridge                  | William Hamblett Brenda Creasey       |
| 2017   | Herreneinzel | Dan Travers                                  | Arnold Dendeng                               | Chan Wan Seong                                | Ong Then Lin                          |
| 2017   | Dameneinzel  | Christine Crossley                           | Christine Black                              | Sugako Morita                                 | Sayoko Takebayashi                    |
| 2017   | Herrendoppel | Sergey Bushuev Vladimir Koloskov             | Tariq Farooq Karsten Meier                   | Tadao Aoyama Toshio Kawaguchi                 | John Kindred Ian Purton               |
| 2017   | Damendoppel  | Sugako Morita Sayoko Takebayashi             | Christine Black Christine Crossley           | Anna Bowskill Sylvia Penn                     | Siew Har Hong Marcia Jackson          |
| 2017   | Mixed        | Ian Purton Christine Crossley                | Dan Travers Christine Black                  | Toshio Kawaguchi Sayoko Takebayashi           | Robin Wells Janet B. Williams         |
| 2019   | Herreneinzel | Arnold Dendeng                               | Dan Travers                                  | Yuri Smirnov                                  | Per Juul                              |
| 2019   | Dameneinzel  | Svetlana Zilberman                           | Heidi Bender                                 | Kuniko Yamamoto                               | Sugako Morita                         |
| 2019   | Herrendoppel | Jesper Helledie Dan Travers                  | Per Juul Birger Steenberg                    | Sarit Pisudchaikul Chongsak Suvanich          | John Molyneux Ian Purton              |
| 2019   | Damendoppel  | Heidi Bender Svetlana Zilberman              | Sugako Morita Kuniko Yamamoto                | Anne C. Bridge Christina Davies               | Jenny Cox Christine Crossley          |
| 2019   | Mixed        | Ian Purton Christine Crossley                | Dan Travers Christine Black                  | Roger Taylor Andi Stretch                     | Philip Ian Richardson Jackie Hurst    |
| 2021   | Herreneinzel | Chang Wen-sung                               | Keith Priestman                              | Leoš Sedlák                                   | Broddi Kristjánsson                   |
| 2021   | Dameneinzel  | Svetlana Zilberman                           | Maureen Oskam                                | Silva Lüthi Tripet                            | Heidi Bender                          |
| 2021   | Herrendoppel | Keith Priestman Geoffrey Stensland           | Jørgen Jepsen Lars Kruse                     | Jesper Helledie Dan Travers                   | Magnus Ericsson Bengt Mellquist       |
| 2021   | Damendoppel  | Launa Eyles Kerry Mullen                     | Sonja Hermann Maureen Oskam                  | Birte Bach Steffensen Heidi Bender            | Reggie Baker Andi Stretch             |
| 2021   | Mixed        | Magnus Ericsson Kerstin Kristoffersson       | Dan Travers Christine Black                  | Per Areskär Jeanette Sandstrom                | Bengt Mellquist Kerry Mullen          |
| 2023   | Herreneinzel | Jan-Eric Antonsson                           | Chang Wen-sung                               | Jan Bertram Petersen                          | Wang Shun-chen                        |
| 2023   | Dameneinzel  | Jeannette van der Werff                      | Zhou Xin                                     | Sian Williams                                 | Manjusha Sahasrabudhe                 |
| 2023   | Herrendoppel | Jan-Eric Antonsson Jan Bertram Petersen      | Uun Santosa Simbarsono Sutanto               | Bobby Ertanto Effendy Widjaja                 | Per Areskär Per Juul                  |
| 2023   | Damendoppel  | Pamela Peard Sian Williams                   | Launa Eyles Kerry Mullen                     | Juthatip Banjongsilp Kanitta Mansamuth        | Hiromi Imazu Kayoko Ueda              |
| 2023   | Mixed        | Xiong Guobao Zhou Xin                        | Jan Bertram Petersen Jeannette van der Werff | Wang Shun-chen Shyu Shuang-yuan               | Gene Austin Joyner Launa Eyles        |

### Senioren 65+
| Saison | Disziplin    | Erster                                | Zweiter                                | Dritter                                   | Dritter                                  |
| ------ | ------------ | ------------------------------------- | -------------------------------------- | ----------------------------------------- | ---------------------------------------- |
| 2009   | Herreneinzel | Harry Shadwick                        | Paweł Gasz                             | Søren Nielsen                             | Knut Liland                              |
| 2009   | Dameneinzel  | Renate Knötzsch                       | Renate Gabriel                         | Beryl Goodall                             | Wiola Renholm                            |
| 2009   | Herrendoppel | Michael Coley Harry Shadwick          | Eiichi Hara Kanehiro Koyama            | Sven-Olov Johanssen Knut Liland           | Gerd Pigola Dietmar Unser                |
| 2009   | Damendoppel  | Renate Gabriel Renate Knötzsch        | Kaya Garbrecht Grete Steenberg         | Brenda Andrew Beryl Goodall               | Wiola Renholm Ann-Louise Wiklund         |
| 2009   | Mixed        | Harry Shadwick Brenda Andrew          | Leif V. Hansen Elvi Høyer              | Michael Coley Beryl Goodall               | Heinz Regineri Renate Knötzsch           |
| 2011   | Herreneinzel | Tony Knott                            | Viktor Babenko                         | Jim Garrett                               | Ray Sharp                                |
| 2011   | Dameneinzel  | Renate Gabriel                        | Viviane Bonnay                         | Beryl Goodall                             | Hilde Kreulitsch                         |
| 2011   | Herrendoppel | Bob Cook Andy Gouw                    | Akira Hirota Shinjiro Matsuda          | Michael Coley Harry Shadwick              | Jim Garrett Ray Sharp                    |
| 2011   | Damendoppel  | Kaya Garbrecht Grete Steenberg        | Renate Gabriel Elvira Richter          | Brenda Andrew Beryl Goodall               | Victoria Betts Barbara Gibson            |
| 2011   | Mixed        | Ken Tantum Joanna Elson               | David Niven Sanne Dryborough           | Ray Sharp Barbara Gibson                  | Harry Shadwick Brenda Andrew             |
| 2013   | Herreneinzel | Chaisak Thongdejsri                   | Carl-Johan Nybergh                     | Torben Hansen                             | David Eddy                               |
| 2013   | Herrendoppel | Seri Chintanaseri Chaisak Thongdejsri | Pramot Khaosamang Apirat Siwapornpitak | David Eddy David Hutchinson               | Ian Brothers Kenneth Tantum              |
| 2013   | Dameneinzel  | Yuriko Okemoto                        | Lyudmila Ukk                           | Irene Sterlie                             | Yasuko Kataito                           |
| 2013   | Damendoppel  | Yasuko Kataito Satoko Nakamura        | Sumiko Kaneko Yuriko Okemoto           | Susan Awcock Kathleen Jenner              | Hiromi Mitsunaka Chizuko Oketani         |
| 2013   | Mixed        | Kenneth Tantum Susan Awcock           | Michael John Cox Pamela Firth          | Ian Brothers Valerie Ann O’Neill          | Jim Garrett Kathleen Jenner              |
| 2015   | Herreneinzel | Johan Croukamp                        | Per Dabelsteen                         | Carl-Johan Nybergh                        | Gregor Bartmann                          |
| 2015   | Dameneinzel  | Rose Lei                              | Yuriko Okemoto                         | Susan Ely                                 | Chizuko Oketani                          |
| 2015   | Herrendoppel | Robert J. Bell Royston V. Lord        | Vidya Bhashan Arora Sushil Kumar Patet | Per Dabelsteen Steen Adam Kioerbo         | Rodney Forrest Grahame L. Moscrop        |
| 2015   | Damendoppel  | Yoko Akiyama Yasuko Kataito           | Sumiko Kaneko Yuriko Okemoto           | Eileen M. Carley Susan Ely                | Ewa Carlender Kathryn Ekengren           |
| 2015   | Mixed        | Royston V. Lord Eileen M. Carley      | Robert J. Bell Penelope A. Shears      | Hans-Joachim Pothmann Monika Regineri     | Dieter Prax Brigitte Prax                |
| 2017   | Herreneinzel | Johan Croukamp                        | Henry Paynter                          | Hubert Miranda                            | Carl-Johan Nybergh                       |
| 2017   | Dameneinzel  | Betty Bartlett                        | Siew Har Hong                          | Yuriko Okemoto                            | Chizuko Oketani                          |
| 2017   | Herrendoppel | Peter Emptage Graham Holt             | Somrak Arnamwat Chaiwat Hanthanom      | Sushil Kumar Patet Surendra Singh Pundir  | Johan Croukamp Carl-Johan Nybergh        |
| 2017   | Damendoppel  | Betty Bartlett Eileen Carley          | Haruko Asakoshi Yasuko Kataito         | Sumiko Kaneko Yuriko Okemoto              | Fumiko Sakuma Masai Suzuki               |
| 2017   | Mixed        | Henry Paynter Siew Har Hong           | Christian Hansen Gitte Attle Rasmussen | Peter Emptage Betty Bartlett              | Frirs Mainaky Rohini Jaywardena          |
| 2019   | Herreneinzel | Bruni Garip                           | Seiji Yamamoto                         | Henry Paynter                             | Graham Michael Robinson                  |
| 2019   | Dameneinzel  | Marie-Luise Schulta-Jansen            | Christine Crossley                     | Marguerite Butt                           | Betty Bartlett                           |
| 2019   | Herrendoppel | Jeppe Skov Jespen Per Mikkelsen       | Jiamsak Panitchaikul Prapatana Vasavid | Peter Emptage John Gardner                | Sushil Kumar Patet Surendra Singh Pundir |
| 2019   | Damendoppel  | Marguerite Butt Brenda Creasey        | Betty Bartlett Eileen M. Carley        | Gitte Attle Rasmussen Lieselotte Wengberg | Anna Bowskill Sylvia Penn                |
| 2019   | Mixed        | Peter Emptage Betty Bartlett          | Henry Paynter Siew Har Hong            | Ole Krogh Mortensen Jette Nielsen         | Robert J. Bell Eileen M. Carley          |
| 2021   | Herreneinzel | Karsten Meier                         | Jesper Helledie                        | Cheddi Liljeström                         | Vladimir Koloskov                        |
| 2021   | Dameneinzel  | Betty Bartlett                        | Christine Black                        | Anita Harris                              | Marie-Odile Puype                        |
| 2021   | Herrendoppel | Peter Emptage Rob Ridder              | Tariq Farooq Karsten Meier             | Bruni Garip Anthony Linggian              | Vladimir Koloskov Igor Ponomarev         |
| 2021   | Damendoppel  | Christine Black Marjan Ridder         | Betty Bartlett Brenda Creasey          | Lin Wilde Janet B. Williams               | -                                        |
| 2021   | Mixed        | Peter Emptage Betty Bartlett          | Rob Ridder Marjan Ridder               | Cheddi Liljeström Jette Nielsen           | Julian Clapp Anita Harris                |
| 2023   | Herreneinzel | Foo Kon Fai                           | Oetomo Maslim                          | Ong Then Lin                              | Johan Widoff                             |
| 2023   | Dameneinzel  | Heidi Bender                          | Christine Crossley                     | Christine Black                           | Kuniko Yamamoto                          |
| 2023   | Herrendoppel | Ong Then Lin Victor Sim               | Yang Cheng-tsung Yang Chung-shun       | Tariq Farooq Karsten Meier                | Cheddi Liljeström Björn Wigardt          |
| 2023   | Damendoppel  | Yukiko Motegi Kuniko Yamamoto         | Anne C. Bridge Christine Crossley      | Chen Huanqin Yu Xiaomin                   | Heidi Bender Marie-Luise Schulta-Jansen  |
| 2023   | Mixed        | Lee Eun-gu Yu Yeon                    | Dan Travers Christine Black            | Ong Then Lin Yu Xiaomin                   | Foo Kon Fai Bessie Ong                   |

### Senioren 70+
| Saison | Disziplin    | Erster                                | Zweiter                                 | Dritter                           | Dritter                            |
| ------ | ------------ | ------------------------------------- | --------------------------------------- | --------------------------------- | ---------------------------------- |
| 2011   | Herreneinzel | Erling Jensen                         | Daryl Bissell                           | Di Hui Liew                       | James Duberry                      |
| 2011   | Dameneinzel  | Gerda Ochudlo                         | Pat Davison                             | -                                 | -                                  |
| 2011   | Herrendoppel | Daryl Bissell Darryl Knott            | Jørn Gilsaa Helmuth Kreulitsch          | Gordon Pearman Jeff Yau           | -                                  |
| 2011   | Damendoppel  | Doreen Elvedahl Jessie Rogers         | Pat Davison Margaret Hudson             | -                                 | -                                  |
| 2011   | Mixed        | Darryl Knott Pat Davison              | Berthold Hoertz Gerda Ochudlo           | -                                 | -                                  |
| 2013   | Herreneinzel | Seri Chintanaseri                     | Koji Tanaka                             | Hans Schumacher                   | Osmo Perkinen                      |
| 2013   | Herrendoppel | Yuji Shibazaki Koji Tanaka            | Michael Foy Coley Harry Shadwick        | Fritz Runge Wolfgang Schuch       | Gerhard Grönboldt Hans Schumacher  |
| 2013   | Dameneinzel  | Renate Gabriel                        | Rita Gerst                              | Wiola Renholm                     | Margaret Hudson                    |
| 2013   | Damendoppel  | Brenda Andrew Beryl Goodall           | Rita Gerst Christel Klaar               | Lisbeth Bengtsson Wiola Renholm   | Randi Gulbrandsen Margaret Hudson  |
| 2013   | Mixed        | Hans Schumacher Renate Gabriel        | Harry Shadwick Brenda Andrew            | Gunter Michehl Christel Klaar     | Michael Foy Coley Beryl Goodall    |
| 2015   | Herreneinzel | Joachim Schimpke                      | Gerd Pigola                             | Hans Schumacher                   | Dietmar Unser                      |
| 2015   | Dameneinzel  | Renate Gabriel                        | Barbara Gibson                          | Elvira Richter                    | Satoko Nakamura                    |
| 2015   | Herrendoppel | Ching Kon Kong Loo Ah Hooi            | Akira Hirota Shinjiro Matsuda           | Dietmar Unser Helmut Wiegand      | Peter Gerth Hans Schumacher        |
| 2015   | Damendoppel  | Beryl Goodall Kathleen Jenner         | Satoko Nakamura Sanae Uno               | Victoria Betts Barbara Gibson     | Kaya Garbrecht Grethe Steenberg    |
| 2015   | Mixed        | Kenneth Tantum Joanna Elson           | Roger Baldwin Victoria Betts            | John Whalebone Beryl Goodall      | Hans Schumacher Renate Gabriel     |
| 2017   | Herreneinzel | Jim Garrett                           | Yoshio Terasaki                         | Foo Lai Loon                      | Paweł Gasz                         |
| 2017   | Dameneinzel  | Elvira Richter                        | Sumiko Kaneko                           | Viviane Bonnay                    | Satoko Nakamura                    |
| 2017   | Herrendoppel | Akira Hirota Shinjiro Matsuda         | Jim Garrett Ray Sharp                   | Masaki Furuhashi Yoshio Terasaki  | Ching Kon Kong Loo Ah Hooi         |
| 2017   | Damendoppel  | Sumiko Ishikawa Satoko Nakamura       | Beryl Goodall Mary Jenner               | Susan Awcock Victoria Betts       | Elvira Richter Elisabeth Schonfeld |
| 2017   | Mixed        | Jim Garrett Susan Awcock              | Masaki Furuhashi Sumiko Kaneko          | Roger Baldwin Victoria Betts      | Knud Danielsen Margrethe Danielsen |
| 2019   | Herreneinzel | Johan Croukamp                        | Per Dabelsteen                          | Hubert Miranda                    | Jim Garrett                        |
| 2019   | Dameneinzel  | Yuriko Okemoto                        | Yasuko Kataito                          | Elvira Richter                    | Sumiko Kaneko                      |
| 2019   | Herrendoppel | Johan Croukamp Carl-Johan Nybergh     | Knud Danielsen Torben Hansen            | Michael John Cox Jim Garrett      | Peter Honnen Claus-Peter Lienig    |
| 2019   | Damendoppel  | Haruko Asakoshi Yasuko Kataito        | Jette Nielsen Irene Sterlie             | Renate Knötzsch Monika Regineri   | Sumiko Kaneko Yuriko Okemoto       |
| 2019   | Mixed        | Hans-Joachim Pothmann Monika Regineri | Hirohisa Toshijima Yuriko Okemoto       | Harry Skydsgaard Thea Gyldenøhr   | Ian Brothers Jan Hewett            |
| 2021   | Herreneinzel | Johan Croukamp                        | Stefan Ohras                            | Bandid Jaiyen                     | Christian Hansen                   |
| 2021   | Dameneinzel  | Rose Lei                              | Jette Nielsen                           | Thea Gyldenøhr                    | Lieselotte Wengberg                |
| 2021   | Herrendoppel | Johan Croukamp Carl-Johan Nybergh     | Robert J. Bell Graham Holt              | Edward Hayes Abdul Malique        | Knud Danielsen Torben Hansen       |
| 2021   | Damendoppel  | Jette Nielsen Irene Sterlie           | Sylvia Gill Jan Hewett                  | Ewa Carlander Gabriele Johansson  | Thea Gyldenøhr Lieselotte Wengberg |
| 2021   | Mixed        | Christian Hansen Irene Sterlie        | Robert J. Bell Wendy Arscott            | Stefan Ohras Gabriele Johansson   | Edward Hayes Sylvia Gill           |
| 2023   | Herreneinzel | Bruni Garip                           | Nobuyuki Aoyama                         | Stefan Ohrås                      | Seiji Yamamoto                     |
| 2023   | Dameneinzel  | Betty Bartlett                        | Jessie Philip                           | Susy V. John                      | Siew Har Hong                      |
| 2023   | Herrendoppel | Nobuyuki Aoyama Seiji Yamamoto        | Peter Emptage Graham Holt               | Johan Croukamp Carl-Johan Nybergh | Curt Ingedahl Stefan Ohrås         |
| 2023   | Damendoppel  | Haruko Asakoshi Kinuko Manake         | Cathy Alexander Sylvia Gill             | Anna Bowskill Sylvia Penn         | Jeong Jung-hee Park Bok-hee        |
| 2023   | Mixed        | Peter Emptage Betty Bartlett          | Graham Michael Robinson Cathy Alexander | Nobuyuki Aoyama Junko Amo         | Hirohisa Toshijima Haruko Asakoshi |

### Senioren 75+
| Saison | Disziplin    | Erster                         | Zweiter                                  | Dritter                                | Dritter                              |
| ------ | ------------ | ------------------------------ | ---------------------------------------- | -------------------------------------- | ------------------------------------ |
| 2019   | Herreneinzel | Seri Chintanaseri              | Paweł Gasz                               | Matthias Kiefer                        | Akira Hirota                         |
| 2019   | Dameneinzel  | Renate Gabriel                 | Renate Knötzsch                          | Wiola Renholm                          | Mary Jenner                          |
| 2019   | Herrendoppel | Gerd Pflug Dietmar Unser       | Paweł Gasz Leopold Tukendorf             | Akira Hirota Shinjiro Matsuda          | Heiner Hanrath Michael Oversberg     |
| 2019   | Damendoppel  | Beryl Goodall Mary Jenner      | Renate Hoppe Christel Klaar              | Lisbeth Bengtsson Wiola Renholm        | -                                    |
| 2019   | Mixed        | Hans Schumacher Renate Gabriel | Paweł Gasz Beryl Goodall                 | Wolfram Schatz Renate Knötzsch         | Peter Gerth Christel Klaar           |
| 2021   | Herreneinzel | Kund Danielsen                 | Paweł Gasz                               | Pirachitra Surakkhaka                  | Matthias Kiefer                      |
| 2021   | Dameneinzel  | Mary Jenner                    | Elvira Richter                           | Olga D’Costa                           | -                                    |
| 2021   | Herrendoppel | Ian Brothers Ray Sharp         | Knut Sverre Liland Pirachitra Surakkhaka | Denis Bengtsson Kenneth Tantum         | Paweł Gasz Czesław Gwiazda           |
| 2021   | Damendoppel  | nicht ausgetragen              | nicht ausgetragen                        | nicht ausgetragen                      | nicht ausgetragen                    |
| 2021   | Mixed        | Kenneth Tantum Vicki Betts     | Ray Sharp Mary Jenner                    | Knut Sverre Liland Lisbeth Bengtsson   | Matthias Kiefer Elvira Richter       |
| 2023   | Herreneinzel | Carl-Johan Nybergh             | Jim Garrett                              | Agus Husin                             | Per Dabelsteen                       |
| 2023   | Dameneinzel  | Mary Jenner                    | Elvira Richter                           | Gowramma Veeralinga                    | Irene Sterlie                        |
| 2023   | Herrendoppel | Michael John Cox Jim Garrett   | Masaki Furuhashi Hiroshi Yoshida         | Pramot Khaosamang Apirat Siwapornpitak | Per Dabelsteen Pirachitra Surakkhaka |
| 2023   | Damendoppel  | Linda Coombes Jan Hewett       | Elvira Richter Irene Sterlie             | Hiromi Ayama Setsuko Yano              | -                                    |
| 2023   | Mixed        | Jim Garrett Mary Jenner        | Ian Brothers Jan Hewett                  | Per Dabelsteen Irene Sterlie           | Kenneth Tantum Sue Awcock            |